# Михаил Козачков
Михаил Валерьевич Козачков (16.05.1982 года рождения) — казахстанский журналист-расследователь, автор Telegram-канала Kozachkov offside, где в основном публикуются журналистские расследования.

## Биография
Окончил Казахский Национальный Университет имени Аль-Фараби, в браке, живет в городе Алматы. В разные годы работал в должности пресс-атташе футбольного клуба «Кайрат», основал спортивный сайт Fanatik.kz. Был корреспондентом общественно-политической газеты «Время».

## Награды
В 2020 году стал лауреатом Национальной премии «Халықтың сүйіктісі – Народный любимец года» в номинации «Лучший публицист года». В том же году стал победителем в номинации «Лучшее журналистское расследование года» национальной премии «Уркер» в области печатной, радио-интернет-журналистики.

## Уголовное дело
18 декабря 2022 года был задержан Агентством финансового мониторинга Республики Казахстан по подозрению в пособничестве организованной «преступной группе Елдоса Коспаева», которого в народе называли «помощником» Болата Назарбаева, брата экс-президента страны Нурсултана Назарбаева, в совершении рейдерских захватов.
«Коспаев и его сообщники отлично понимали, что отъем компаний у известных предпринимателей вызовет негативный общественный резонанс, и это могло сорвать их преступные замыслы. Именно поэтому Коспаев воспользовался услугами Козачкова с целью совершения информационных атак на жертв рейдерских захватов. В свою очередь, Козачков для оказания содействия ОПГ за щедрое вознаграждение привлек своего друга Жансейтова Бурхана, имевшего многолетний опыт работы в правоохранительных органах. Последний за счет своих связей собирал для нужд ОПГ компрометирующую информацию, в том числе для последующего опубликования», - говорится в материале АФМ РК.
Находясь в ИВС написал открытое письмо с утверждением, что экс-глава АФМ РК Жанат Элиманов хочет его посадить из-за личной мести. После чего, в 18 февраля 2023 года Михаилу Козачкову изменили меру пресечения и перевели под домашний арест, о чем редакции КазТАГ подтвердила его адвокат Елена Жигаленок. Спустя пару дней журналист сделал открытое заявление, где признал вину в разглашении персональных данных других людей в своих расследованиях и раскаялся в содеянном.
Депутат Мажилиса Парламента РК Азат Перуашев потребовал соблюдения со стороны АФМ РК прав задержанного журналиста Михаила Козачкова.
В марте 2023 года Алматинский военный суд вынес приговор журналисту Михаилу Козачкову и признал его виновным по статьям 147 УК РК (Нарушение неприкосновенности частной жизни и законодательства Республики Казахстан о персональных данных и их защите) и 274 УК РК (Распространение заведомо ложной информации). Судом было назначено наказание в виде лишения свободы условно сроком на 3,5 года. Обвинения в пособничестве рейдерству и участии в ОПГ были сняты.
После освобождения, Михаил Козачков снял документальный фильм о тех, которые отбывают наказания за особо тяжкие преступления, связанные с продажей наркотиков.